# Salem Possessed: The Social Origins of Witchcraft
Salem Possessed: The Social Origins of Witchcraft ist eine geschichtswissenschaftliche Studie von Paul Samuel Boyer und Stephen Nissenbaum, die erstmals 1974 erschien. Die beiden Wissenschaftler untersuchen die bestehenden sozialen und wirtschaftlichen Spaltungen in der puritanischen Gemeinde von Salem Village (Massachusetts), die als Grundlage für die Hexereiprozesse von 1692 dienten. Dabei erforschen sie das Leben der Männer und Frauen, die an dem Prozess beteiligt waren, und versuchen, dessen Dynamik zu ergründen.

## Forschungsinteresse
Die berüchtigten Hexenprozesse von Salem begannen im Frühjahr 1692, nachdem eine Gruppe junger Mädchen in Salem behauptet hatte, vom Teufel besessen zu sein. Als sich eine Welle der Hysterie im gesamten kolonialen Massachusetts ausbreitete, trat in Salem ein Sondergericht zusammen, das die Fälle untersuchen sollte. In der Folge wurden mehrere Einwohnerinnen und Einwohner der Hexerei bezichtigt. Im Juni 1692 wurde Bridget Bishop als erste Angeklagte wegen Hexerei verurteilt und erhängt. Achtzehn weitere fanden den Tod am Galgen. Insgesamt wurden während der nächsten Monate 150 Männer, Frauen und Kinder angeklagt.
Im September 1692 ließen die Anklagen nach und die öffentliche Meinung wandte sich allmählich gegen die Prozesse. Das oberste Gericht von Massachusetts revidierte die Urteile gegen angeklagte Hexen und erklärte sie für nichtig. Den Familien wurden Wiedergutmachungen gewährt. Die Verbitterung innerhalb der Gemeinde blieb jedoch bestehen und die Folgen der Hexenprozesse in Salem wirkten für Jahrhunderte nach.
Paul Boyer und Stephen Nissenbaum versuchen am Beispiel von Salem Village den sozialen und kulturellen Kontext der Hexenprozesse zu verstehen. Anhand von unterschiedlichen Quellen wie dem weltlichen Salem-Village-Aufzeichnungsbuch, dem kirchlichen Pfarrerbuch, Rechtsakten und Steueraufzeichnungen versuchten die beiden Historiker, im Sinne einer histoire totale nach Marc Bloch, eine Sozial- und Mentalitätsgeschichte von Salem Village zu rekonstruieren. Ihre Analyse bietet einen Einblick in die Sozialgeschichte Neuenglands im Allgemeinen und im Besonderen in die unterschiedlichen Fraktionen von Salem Village: deren Spaltung und Agieren gegeneinander hätten letztlich zu den tragischen Ereignissen von 1692 geführt.

## Inhalt
Eine Gruppe Mädchen traf sich, um Wahrsagerei zu praktizieren und mehr über ihre Zukunft zu erfahren. Ab Februar 1692 berichteten die Eltern dieser Mädchen, dass sie begonnen hätten, sich auffällig zu verhalten. Zwei dieser Mädchen waren die Töchter des lokalen Pfarrers (Ministers), Reverend Samuel Parris. Gleichzeitig war Parris Onkel desjenigen Mädchens, von dem die Initiative zur angeblichen Ausübung von Hexerei ausging. Ein von den Westindischen Inseln stammendes Ehepaar, die als Sklaven im Haus der Parris-Familie arbeiteten, hätten den Mädchen als Vermittler magischen Wissens gedient.
Unter dem Druck der Folter nannten die Mädchen weitere Einwohnerinnen und Einwohner Salems, die im Geheimen Hexerei praktizieren würden. Boyer und Nissenbaum zeigen auf, dass Salem in zwei unterschiedliche Fraktionen aufgeteilt war. Jene, die Samuel Parris als Pfarrer unterstützten, und jene, die gegen ihn opponierten. Diese beiden Lager organisierten sich um zwei große Familienclans, jenen der Putnams (Pro-Parris) und jenen der Porters (Anti-Parris). Die während der Hexereiprozesse angeklagten Personen hätten alle im Umfeld der Porter-Familie gelebt, seien tendenziell aber eher Außenseiter gewesen. Von den mächtigen Familien selbst sei niemand angeklagt worden.
Das Buch ist in acht Kapitel, einen Prolog und einen Epilog unterteilt. Anhand von sieben Karten, sechs Grafiken und den Stammbäumen der beiden dominierenden Familien werden die räumliche und soziale Struktur des Dorfes illustriert. Die ersten vier Kapitel sind der Grundstein und erzählen die Geschichte selbst, die letzten vier konzentrieren sich auf die Biografien der einflussreichen Bewohner und der Angeklagten. Die Lager der Putnams und der Porters hätten das Dorf, so Nissenbaum und Boyer, sozial wie räumlich zweigeteilt. Die Porters und ihre Gefolgsleute lebten in der Nähe von Salem Town (der nächstgelegenen Stadt), entlang der Ipswich Road. Da ihre Ländereien näher zur Stadt lagen und mit dieser durch eine Straße verbunden waren, trieben die Porters in größerem Umfang Handel mit den Stadtbewohnern. In der Folge wurde der Porter-Clan wohlhabender. Aus dem Umfeld der Porters wiederum wuchs Kritik an der Amtsführung des Pfarrers.
Akribisch zeigen Nissenbaum und Boyer in ihrem Buch auf, wie die sozialen und ökonomischen Verhältnisse und die Kritik an Parris’ Amtsführung in den Hexereiprozessen reproduziert wurden. Die Prozesse folgten der Logik der Rivalität zwischen den beiden mächtigen Familien. Boyer und Nissenbaum nennen den Antagonismus einen Widerstand der Hinterlandbauern gegen den Druck des Handelskapitalismus („the resistance of back-country farmers to the pressures of commercial capitalism“, S. 180), einen sozialen und politischen Konflikt (S. 187), der sich in den Anschuldigungen der Hexereiprozesse entlud. Dabei seien als Opfer des Konflikts in erster Linie Außenseiter angeklagt worden, die lose mit den Mächtigen, welche man treffen wollte, assoziiert wurden.

## Rezeption
Das Werk wurde zahlreich rezipiert. Der amerikanische Historiker Timothy H. Breen nennt das Buch provokativ, da es eine herausfordernde neue Interpretation des Ausbruchs der Hexerei in Salem Village biete. Er fand interessant, dass Boyer und Nissenbaum von einer direkten Kausalzusammenhang zwischen sozioökonomischen Bedingungen und individuellem Verhalten ausgingen. Jedoch kritisiert er ihre Interpretation der Hexenprozesse, da die Autoren nur Indizien anbieten würden und ihre Analyse deswegen spekulativer Natur sei.
Ein weiterer amerikanischer Historiker, Cedric B. Cowing, bemängelt, dass die Autoren keine vergleichenden Untersuchungen unternommen hätten. Von den innerhalb der Hexereiprozesse angeklagten 150 Personen stammten bloß 25 aus Salem Village. Ein Vergleich mit den Sozialstrukturen anderer Dörfer und Städte – und eine sozialhistorische Verortung der anderen Angeklagten in ihrer spezifischen Lebenswelt – wäre deshalb hilfreich gewesen. Ähnlicher Meinung ist auch der Historiker Collin Brooks, der die Analyse der Beziehungen zwischen dem Dorf und den umliegenden Städten im Buch bemängelt.
Carol Karlsen von der Yale University schätzt die Darstellung der Rolle der Kaufleute und ihres Einflusses auf die politischen, wirtschaftlichen und sozialen Umstände. Sie bemängelt jedoch die fehlenden Untersuchungen der Begründung für die überwiegenden Anschuldigungen der Hexerei an Frauen und kritisiert am Werk die Darstellung von Frauen als passive Akteure im politischen Kampf zwischen den konkurrierenden Gruppen.
Der amerikanische Geschichtsprofessor E. William Monter, der zu Hexerei und Hexenprozessen im frühneuzeitlichen Europa forschte, schätzt das Buch für eine sehr detailreiche Lokalanalyse einer „Hexenpanik“. Er empfiehlt, das Werk in Kursen zur amerikanischen Geschichte oder zur Geschichte der Hexerei zu verwenden.
Gleichwohl sind alle Kritiker damit einverstanden, dass die sieben Karten und sechs Diagramme zu den wertvollsten Teilen des Buches gehörten. Alles in allem sei Salem Possessed ein eindrucksvolles Buch, das den Ereignissen in Salem eine neue Tiefe verleihe und eine besondere Perspektive auf die Geschichte der Gesellschaft von New England eröffne.

## Ausgabe
- Salem Possessed: Social Origins of Witchcraft. Harvard University Press, Cambridge, Massachusetts and London, England, Cambridge 1974, ISBN 0-674-78526-6.